# De Binders

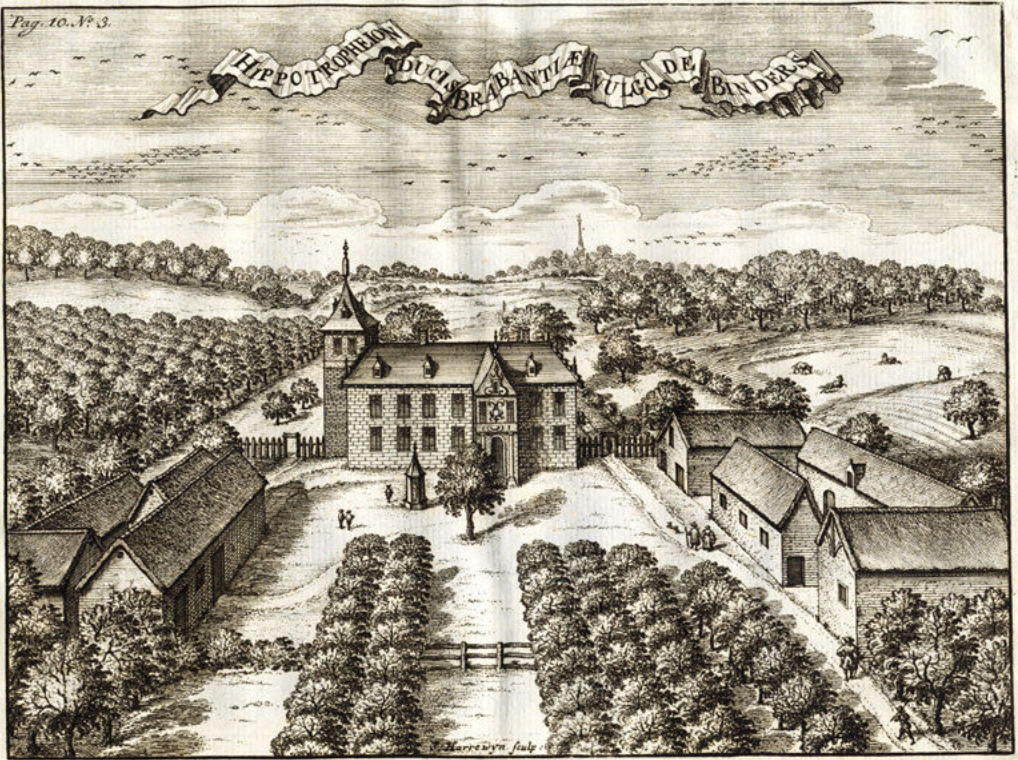
De Binders afgebeeld in de Chorographia Sacra Brabantiae

De Binders was een 17e-eeuwse paardenstoeterij in het Zoniënwoud ten westen van de priorij van Groenendaal. Ze werd in 1614 opgestart door de landvoogden Albrecht en Isabella, die de jachtpaarden uit De Binders verkozen boven deze uit hun prestigieuze stoeterij van Mariemont. De onderneming legde beslag op vele tientallen hectaren bos, onder meer voor het bouwen van afsluitingen. Een kaart van landmeter Lambert Laurin uit 1638 toont de plattegrond van De Binders. Vóór het einde van de zeventiende eeuw werd de onderneming opgedoekt.
De naam, waarschijnlijk een verbastering van "bunders", leefde voort in het toponiem "Harras" (Frans voor stoeterij). De plek waar ze stond ligt tegenwoordig in het bosreservaat Joseph Zwaenepoel, waar het woud natuurlijk mag evolueren.